# 布森贝格
布森贝格是德国莱茵兰-普法尔茨州的一个市镇。总面积9.64平方公里，总人口1293人，其中男性657人，女性636人（2011年12月31日），人口密度134人/平方公里。

布森贝格 - Busenberg
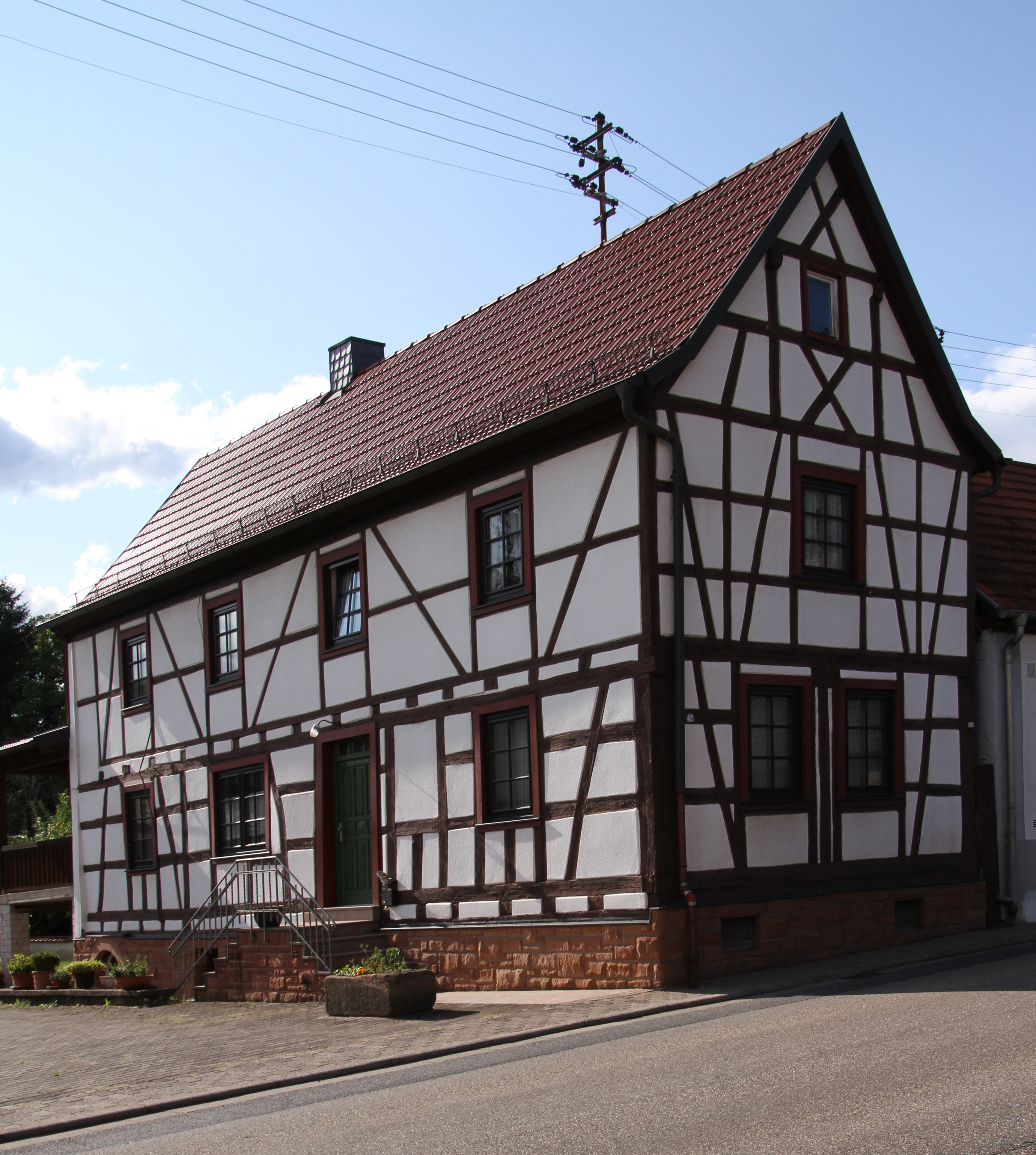
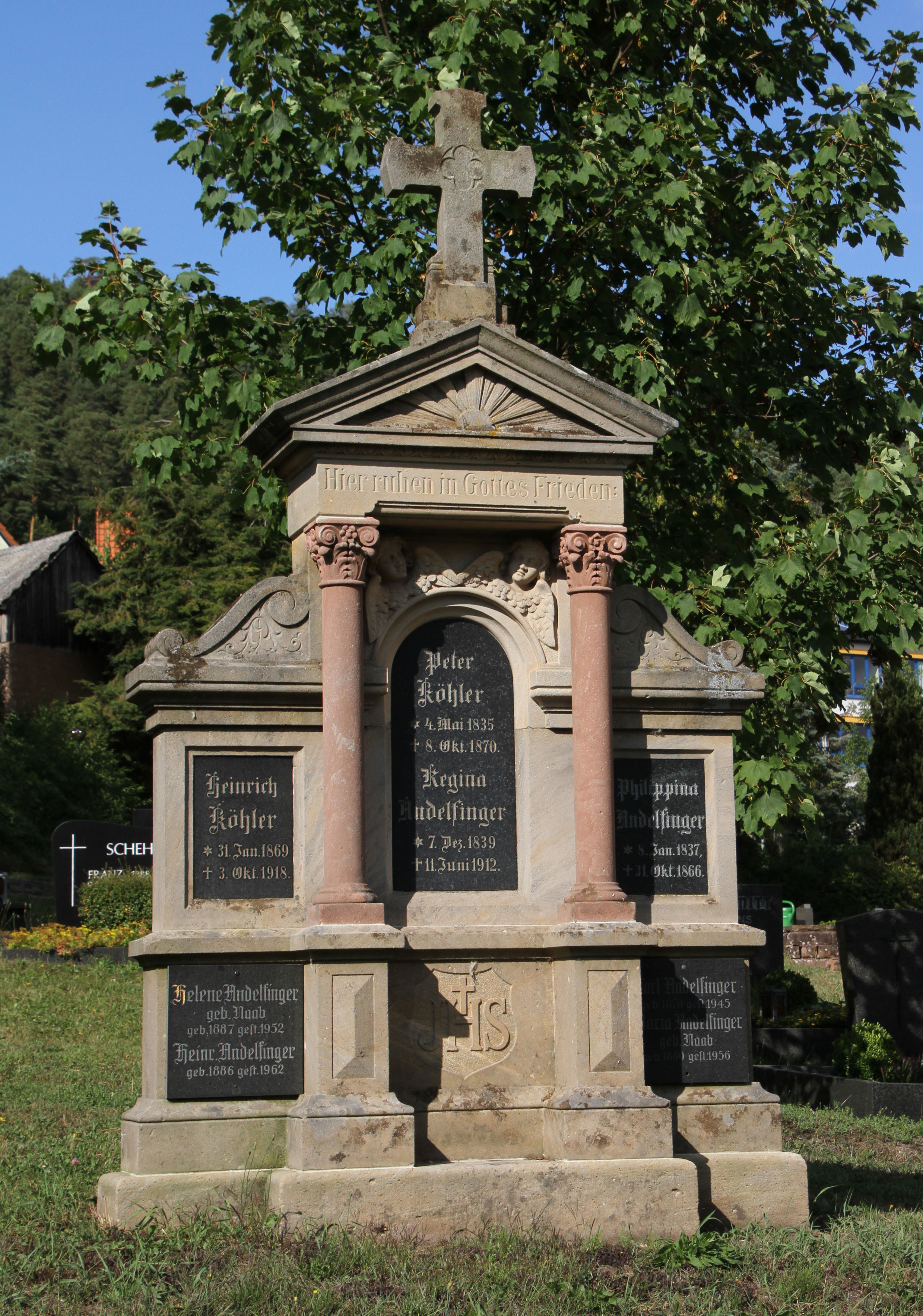
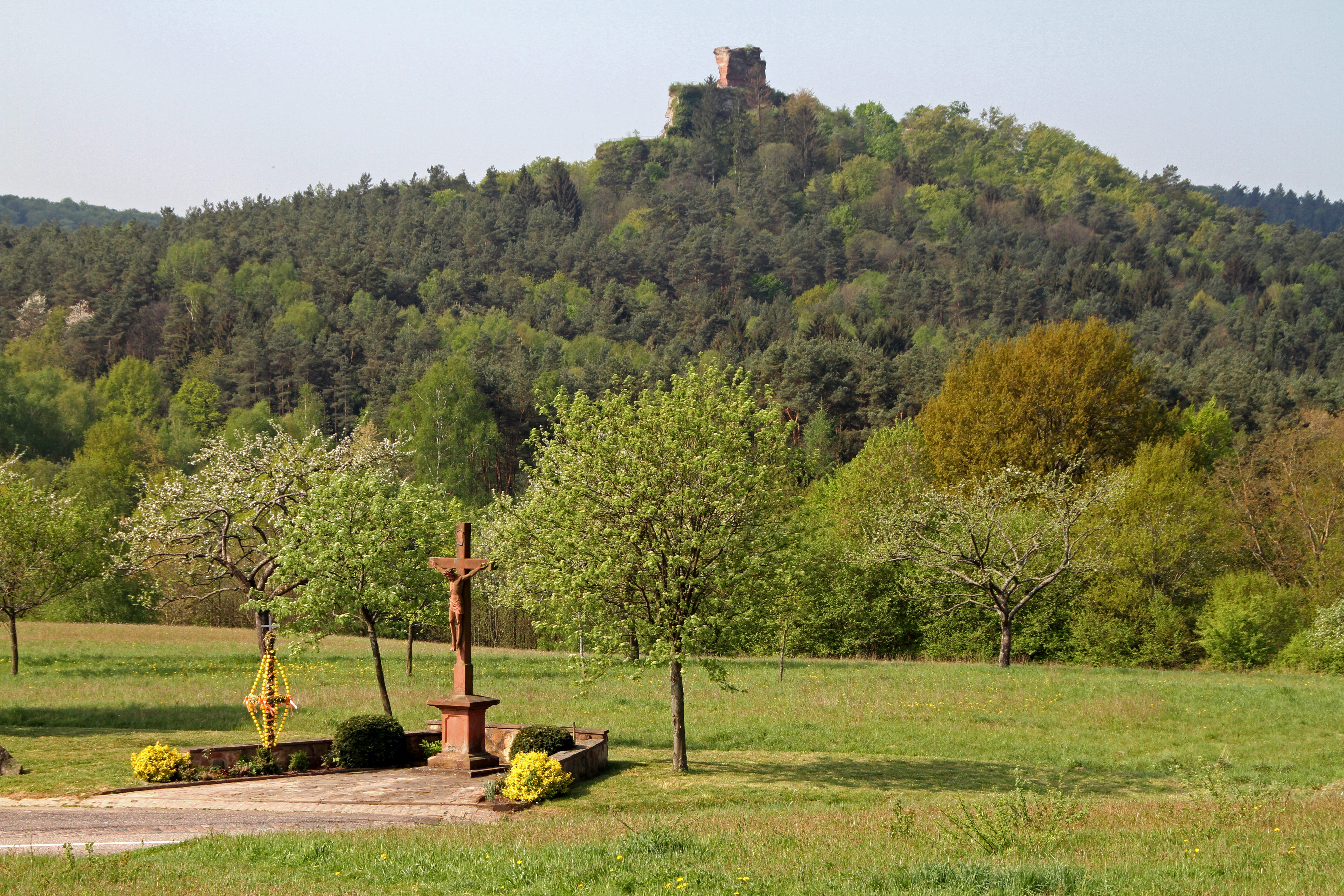
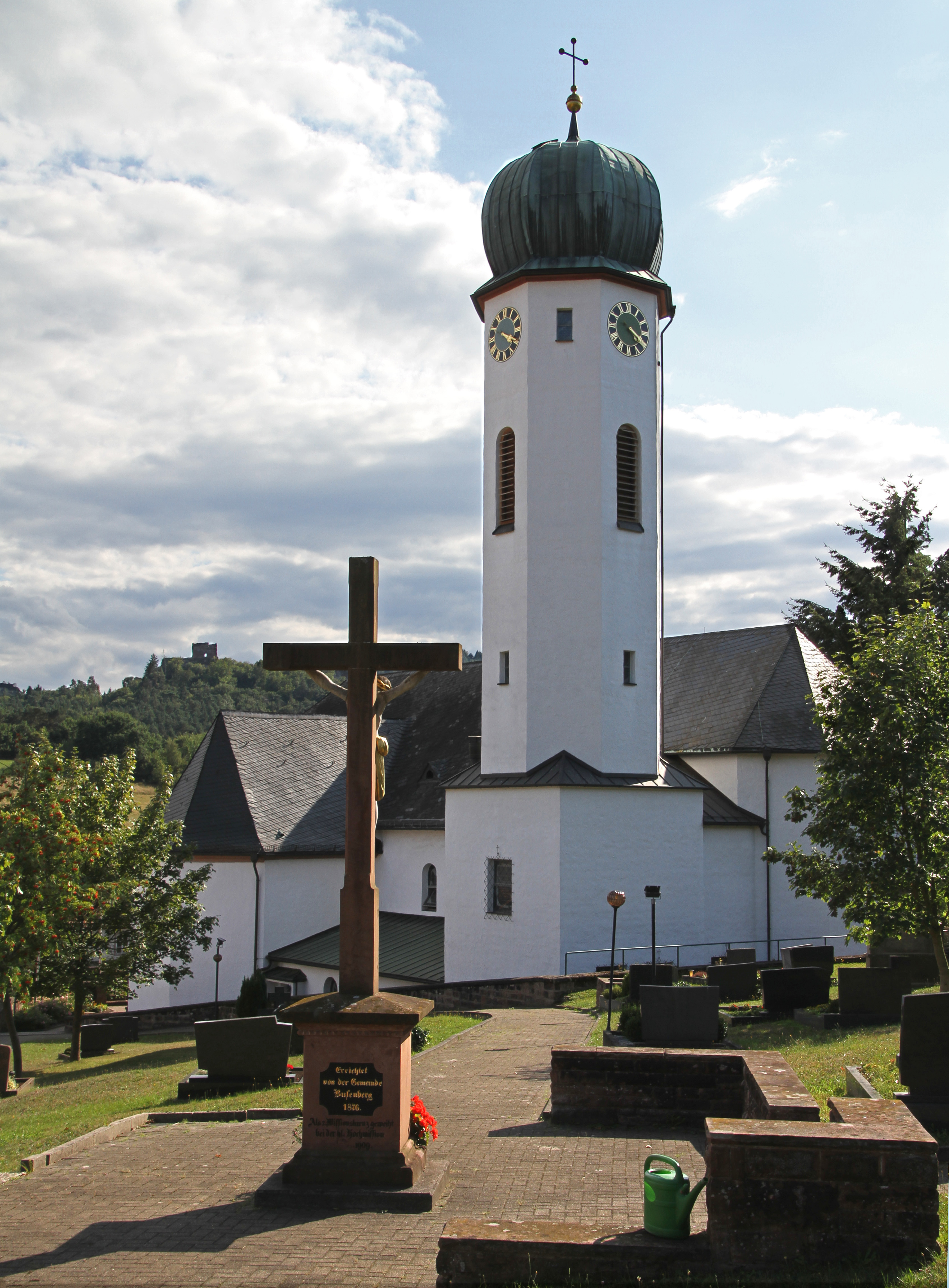
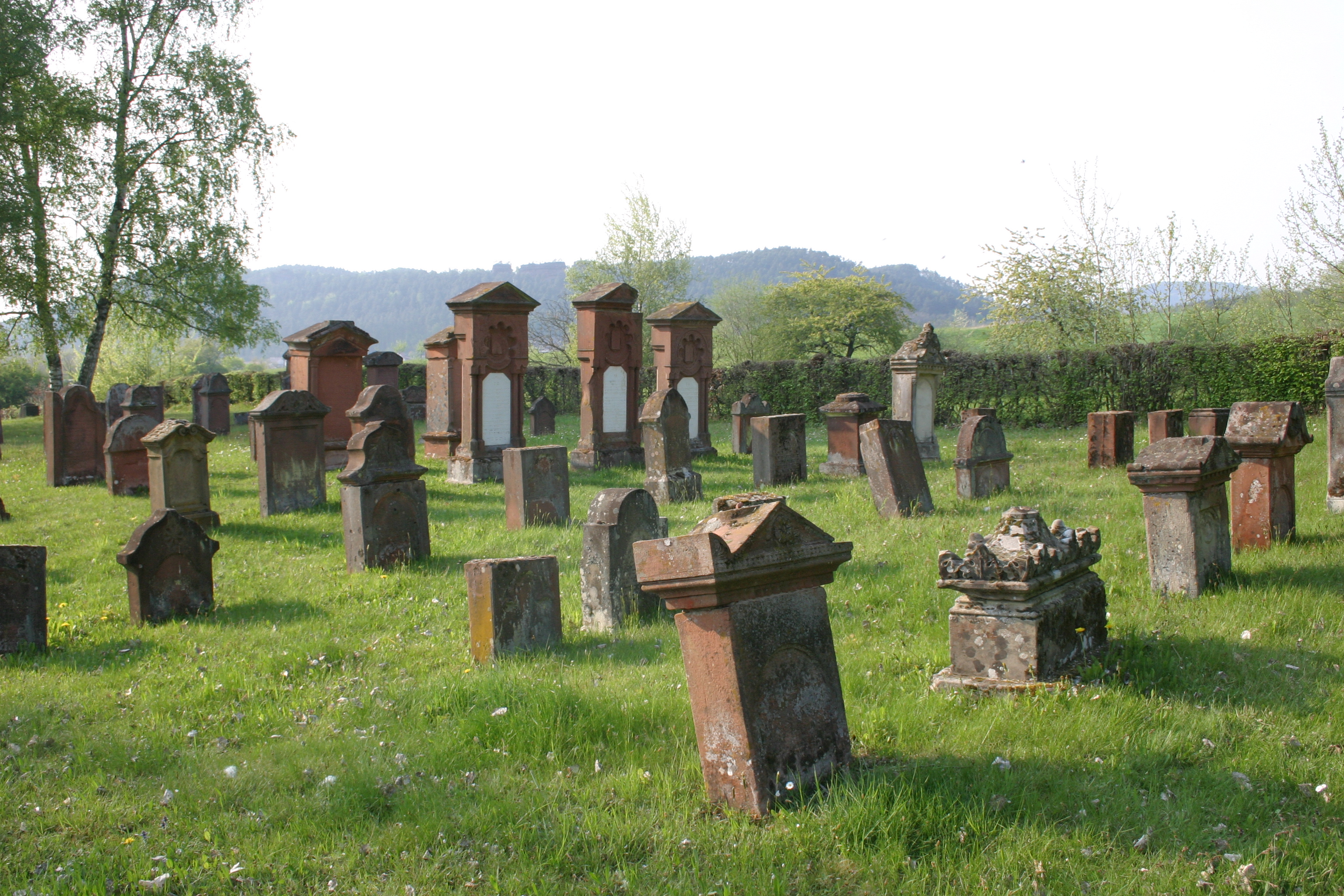
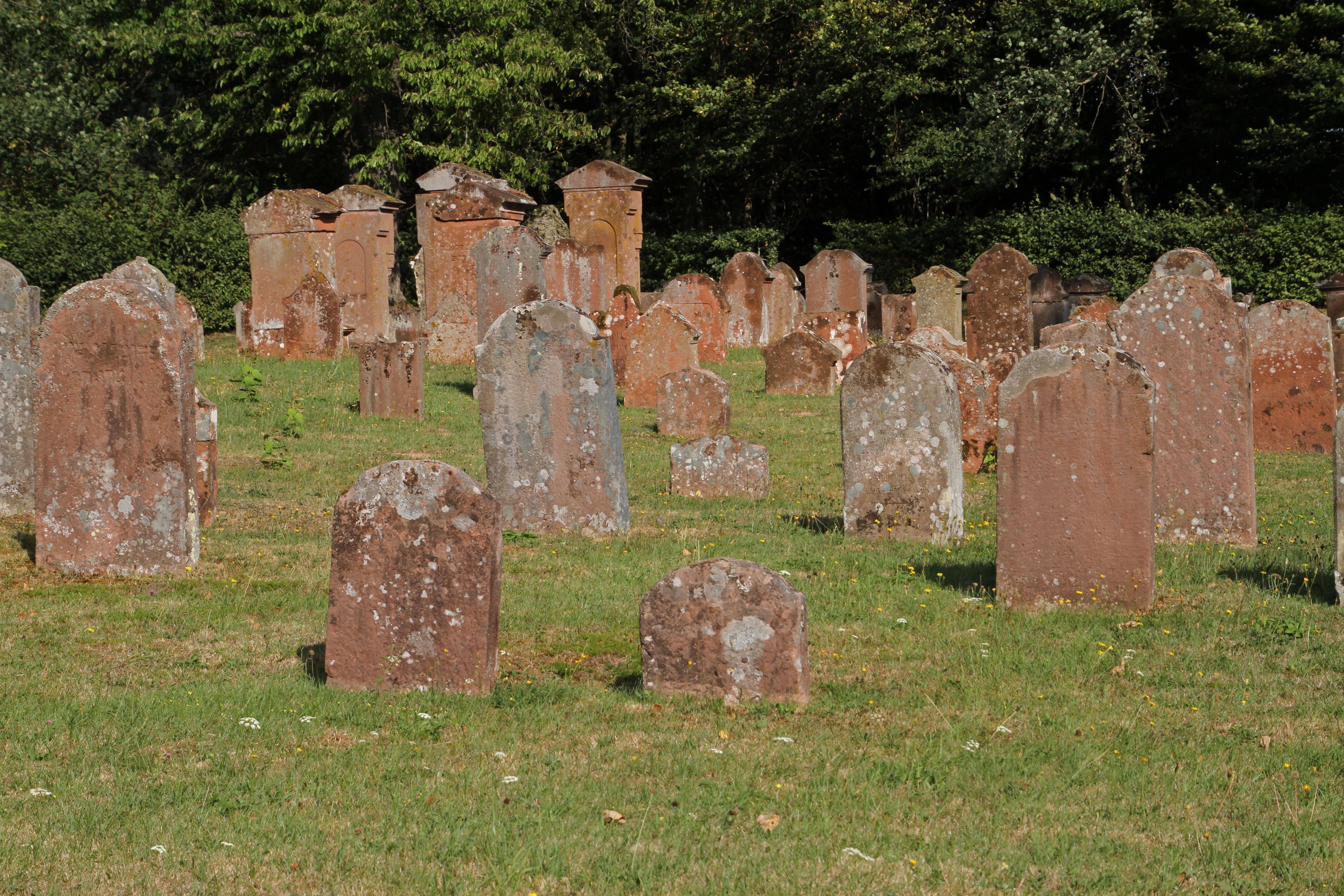
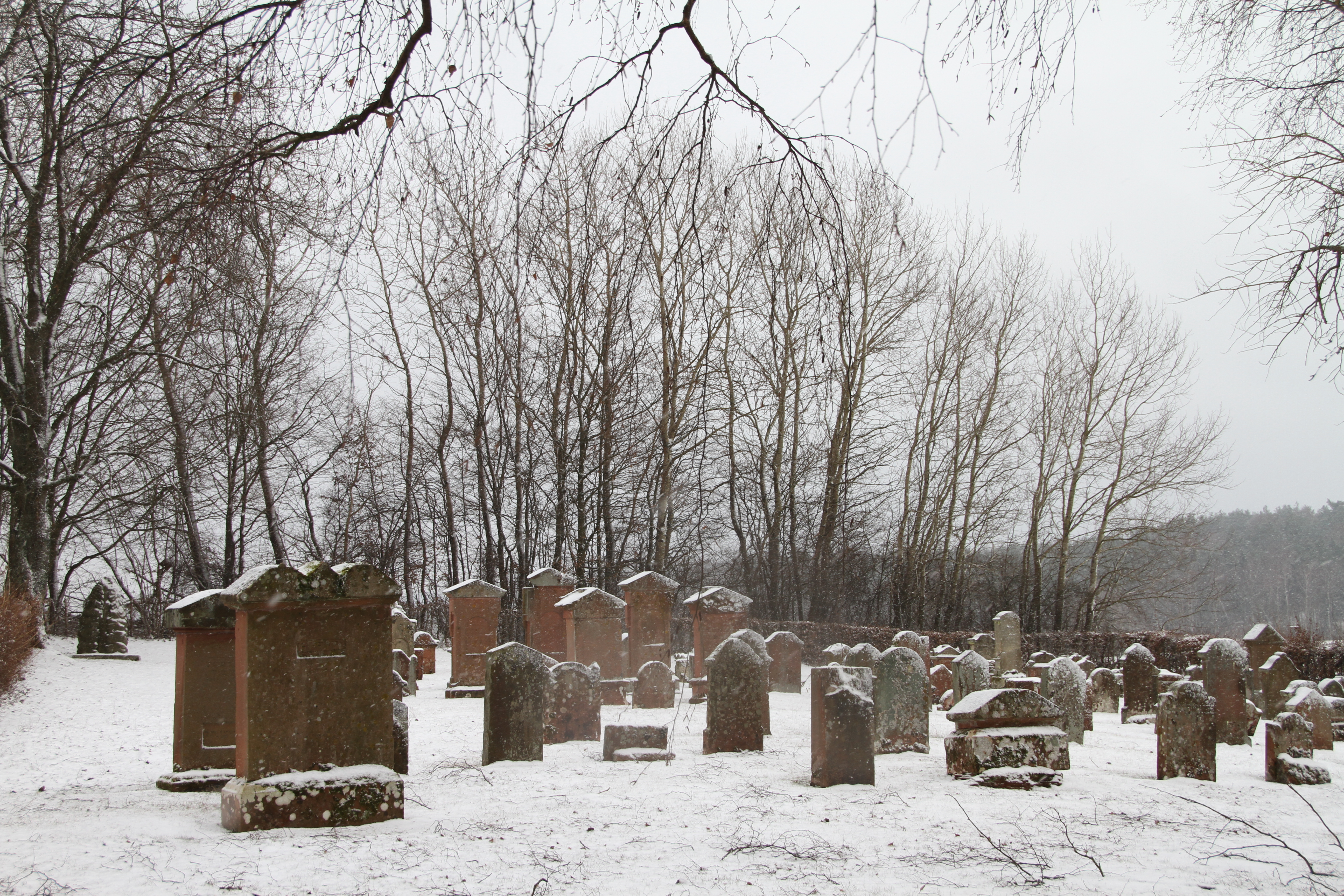